# Otostigmus occidentalis
Otostigmus occidentalis är en mångfotingart som beskrevs av Frederik Vilhelm August Meinert 1886. Otostigmus occidentalis ingår i släktet Otostigmus och familjen Scolopendridae.
Artens utbredningsområde är Haiti. Inga underarter finns listade i Catalogue of Life.